# Battletoads
Battletoads – gra komputerowa stworzona przez Rare i wydana w 1991 na konsole Nintendo Entertainment System, Sega Mega Drive/Genesis, Sega Game Gear, Game Boy, Amiga CD32, systemy arcade i Super Nintendo Entertainment System. Gra uchodziła za bardzo trudną, ale trafiła na 40. miejsce najlepszych gier na NESa w rankingu zrobionym przez ign.com.

## Historia
Głównymi bohaterami są humanoidalne żaby – Rash, Pimple, i Zitz. Jeden z nich Pimple, odwożąc do domu księżniczkę Angelikę, zostaje porwany razem z nią przez Królową Ciemności (Dark Queen) i uwięziony na planecie Ragnarok. Pozostałe dwie żaby muszą dotrzeć do królowej, pokonać ją i uwolnić porwanych.

## Rozgrywka
Gracz lub gracze kierują Rashem i Zitzem, walcząc z wieloma przeciwnikami. Sama gra składa się z różnicowanych poziomów – na przykład pierwszy jest typową chodzoną bijatyką, drugi polega na walce obronnej, przy schodzeniu na linach, z kolei trzeci ma dwuwymiarową jazdę skuterami czy jazdę na deskach surfingowych.